# 남기영
남기영(한국 한자: 南基永, 1962년 7월 10일 ~ )은 대한민국의 축구 선수 및 축구 지도자이다.

## 클럽 경력
1986년 포항제철 아톰스에 입단하여 1992시즌까지 활약하였다.

## 국가대표팀 경력
1988년 하계 올림픽 축구에서 대한민국 축구 국가대표팀의 일원으로 참석하였다.